# Khaled Kandil

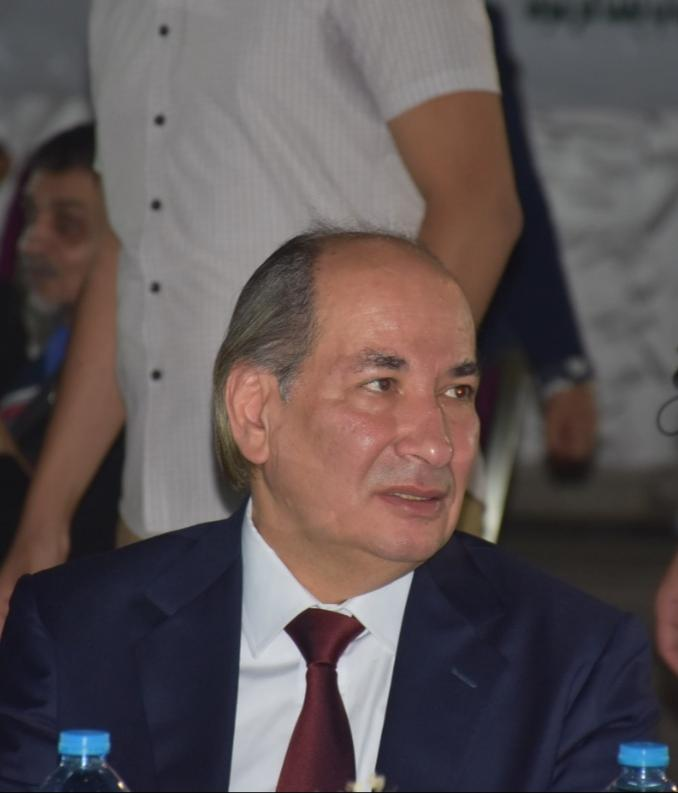
Khaled Kandil

Khaled Kandil (arabisch خالد قنديل Chalid Qandil, DMG Ḫālid Qandīl; * 20. Dezember 1963) ist ein ägyptischer Senator und Vizepräsident der Wafd-Partei. Er ist Gründer der Unternehmen Hali Pharm und Tiba Pharma für den Export, Handel und Vertrieb von Arzneimitteln.

## Laufbahn
Kandil erhielt 1986 einen Bachelor-Abschluss von der Fakultät für Pharmazie der Universität Kairo, 1989 ein Diplom für klinische Pathologie von der Universität Kairo, 1989 einen Master-Abschluss in Mikrobiologie von der Universität Alexandria und ein Diplom in Management von Nichtregierungsorganisationen von der Fakultät für Wirtschafts- und Politikwissenschaft an der Universität Kairo, zusätzlich zu einem Bachelor-Abschluss in Rechtswissenschaften an der Universität Kairo im Jahr 2002. Er arbeitet auf dem Gebiet der Medizin als Gründer der Hali Pharm Company und Tiba Pharma für den Export, Handel und Vertrieb von Arzneimitteln.
Kandil schreibt für ägyptische Zeitungen und Websites wie al-Ahram, al-Watan, Sada al-Balad und andere.

## Politische Aktivitäten
Am 20. November 2018 trat Khaled Kandil dem Exekutivkomitee der ägyptischen Neuen Wafd-Partei bei, nachdem er im selben Monat die Wahlen zum Obersten Ausschuss der Partei gewonnen hatte. Er übernahm die Präsidentschaft des Obersten Wirtschaftskomitees der Partei und im Februar 2020 wurde Kandil stellvertretender Vorsitzender der Neuen Wafd-Partei.

## Senatsmitgliedschaft

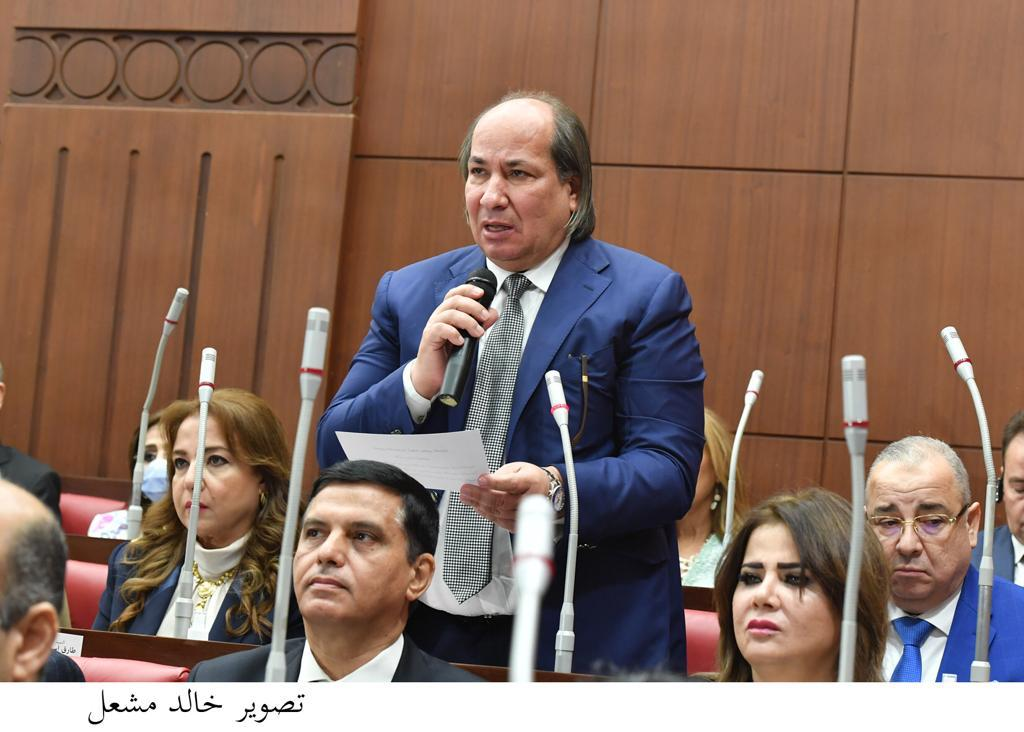
Dr. Khaled Kandil wird als Senator des ägyptischen Senats vereidigt

Am 14. Oktober 2020 erließ der ägyptische Präsident Abdel Fattah el-Sisi ein Dekret, mit dem Khaled Kandil gemäß der Verfassung unter 100 anderen zum Mitglied des Senats ernannt wurde, am 18. Oktober 2020 wurde er als Mitglied des ägyptischen Senats vereidigt.

## Spendenbeitrag
Am 5. November 2020 beschloss Kandil, einen Betrag von 150.000 Pfund zu spenden, um das Schulgeld für fast 350 Schüler in El-Beheira zu bezahlen, deren Lebensumstände sie daran hinderten, ihre Bildungsanforderungen zu erfüllen.